# مهشید میرمعزی
مهشید میرمعزی مترجم زبان آلمانی، از معتبرترین و پرکارترین مترجمین زبان آلمانی به فارسی است و تاکنون ۵۸ عنوان کتاب از ترجمه‌های او در ایران چاپ شده است.

## شرح حال
اول شهریور ۱۳۴۱ در قزوین به دنیا آمد و تحصیلات مقدماتی‌اش را در همین شهر گذراند. در سال ۱۳۶۴ به آلمان رفت و در دانشگاه شهر اسن در رشته مهندسی فضای سبز تحصیل کرد و در سال ۱۳۷۲ به ایران بازگشت و اکنون در ایران زندگی می‌کند.

## فعالیت‌های فرهنگی و ادبی
از سال ۱۳۷۶ به عنوان مترجم آزاد با روزنامه‌ها و نشریات متعددی از جمله حیات نو، زنان، گلستانه، همبستگی، عصر پنجشنبه، کارنامه، شرق، ماهنامهٔ همشهری، همشهری داستان، اعتماد ملی، اعتماد، فرهیختگان، بخارا، گل‌آقا، رودکی، سیمیا و مادران همکاری کرده است.
میرمعزی به علاوه در برنامه‌های مختلفی که به همت سردبیر نشریهٔ بخارا، علی دهباشی برگزار می‌شد، شرکت داشته است. از جمله شب ادبیات سوئیس، شب فرانک شفر، شب ماکس فریش و شب آنه ماری شوارتسنباخ. ترجمه و خواندن بخش‌هایی از کتاب موریس و مرغ، نوشتهٔ ماتیاس چوکه. سخنرانی در نشست «ایران در آثار آنه ماری شوارتسنباخ» و سخنرانی در شب «اینگه‌بورگ باخمن».

## جوایز
- برنده ششمین جایزه پروین اعتصامی در سال ۱۳۹۴ و در بخش ترجمه برای کتاب «قطار شبانه لیسبون».[۱۰]
- برنده جایزه دوسالانه کتاب سال قزوین (جایزه دبیرسیاقی)، برای کتاب «خاندان جاودان زالس»، ۱۳۹۸[۱۱]
- برنده جایزه دوسالانه کتاب سال قزوین (جایزه احسان اشراقی)،[۱۲] نامزد نهایی جایزه ابوالحسن نجفی برای کتاب «دنیای دیروز»، ۱۴۰۰
- برنده جایزه فریدریش گوندولف از آکادمی زبان و شعر آلمان، برای توسعه فرهنگ و ادبیات آلمان، ۱۴۰۱[۱۳]
- جایزه ابوالحسن نجفی برای کارنامه ترجمه، ۱۴۰۲[۱۴][۱۵]
- نامزد نهایی بهترین ترجمه در جایزه کتاب سال جمهوری اسلامی ایران برای کتاب سفر دریایی، ۱۴۰۳[۱۶]

### ترجمه‌ها
اولین کتاب مهشید میرمعزی به نام «بعد از جدایی» در سال ۱۳۷۷ منتشر شد و کتاب «و نیچه گریه کرد» پرفروش‌ترین اثر اوست که در سال ۱۴۰۲ به چاپ بیست و دوم رسید.
| عنوان                                                                              | نویسنده                                   | انتشارات                | مکان و زمان                            |
| بعد از جدایی                                                                       | دکتر کریستیان کِگی                         | نشر بانو                | تهران ۱۳۷۷                             |
| از برشت می‌گویم                                                                     | روت برلاو                                 | نشر آگه                 | تهران ۱۳۷۷                             |
| اگر تو حرف زده بودی، دزدمونا                                                       | کریستینه بروکنر                           | انتشارات جامعه ایرانیان | تهران ۱۳۷۸                             |
| زنان شاغل                                                                          | جانیس لاروشه و رگینا ریان                 | انتشارات جامعه ایرانیان | تهران ۱۳۷۹                             |
| اسکندر صغیر                                                                        | کریستینه بروکنر                           | انتشارات روزنه          | تهران ۱۳۷۹                             |
| دایرةالمعارف شیطان                                                                 | آمبروز بیرس                               | انتشارات مروارید        | تهران ۱۳۸۰                             |
| بن لادن کیست؟                                                                      | میشل پولی و خالد دوران                    | انتشارات روزنه          | تهران ۱۳۸۱                             |
| جنون وایماری                                                                       | اوتو آ. بومر                              | نشر علم                 | تهران ۱۳۸۱                             |
| دختران هانا                                                                        | ماریانه فردریکسون                         | انتشارات روزنه          | تهران۱۳۸۱                              |
| زنان هیتلر                                                                         | اریش شاکه                                 | انتشارات روزنه          | تهران ۱۳۸۱                             |
| و نیچه گریه کرد                                                                    | اروین یالوم                               | نشر نی                  | تهران چاپ اول ۱۳۸۱ چاپ بیست و دوم ۱۴۰۲ |
| وصیت‌نامهٔ آقای رودولف                                                               | لئونی اوسووسکی                            | نشر علم                 | تهران ۱۳۸۲                             |
| اتاق خدمتکار                                                                       | لئونی اوسووسکی                            | نشر علم                 | تهران ۱۳۸۲                             |
| خانهٔ خواهران                                                                       | شارلوته لینک                              | انتشارات روزنه          | تهران ۱۳۸۴                             |
| گاهی اوقات دوست دارم مجرد باشم                                                     | کریستینه نوستلینگر                        | انتشارات گل آقا         | تهران ۱۳۸۶                             |
| آسمان کویر، سرزمین ستارگان                                                         | سودابه محافظ                              | نشر چشمه                | تهران ۱۳۸۶                             |
| رزهای بئاتریس                                                                      | شارلوته لینک                              | نشر ثالث                | تهران ۱۳۸۶، چاپ سوم ۱۴۰۲               |
| نازنین من! نامه‌های مارتین هایدگر به همسرش الفریده                                  | گرترود هایدگر                             | انتشارات نقش و نگار     | تهران ۱۳۸۶، چاپ دوم ۱۳۹۴               |
| همهٔ راه‌ها باز است                                                                  | آنه ماری شوارتسنباخ                       | نشر شهاب                | تهران ۱۳۸۷                             |
| سرزمین بازگشت به وطن. بازتاب سفرهای ایران آنه ماری شوارتسنباخ در متن‌ها و عکس‌های وی | الکسیس شوارتسنباخ                         | انتشارات مرکر           | لنسبورگ ۱۳۸۷                           |
| زندگی ادیبان آلمانی‌زبان                                                            | گردآورندگان: هِتمان، روبه‌لِن، توندِرن        | نشر افق                 | تهران ۱۳۸۷                             |
| نوشتن از من، خواندن از شما                                                         | کوردولا اشتراتمان                         | انتشارات نگاه           | تهران ۱۳۸۸                             |
| در محفل شاعران مرده                                                                | سیز نوته‌بام                               | نشر ثالث                | تهران ۱۳۸۹                             |
| مرهمی برای انسان                                                                   | گردآورنده: نوربرت لِش لایتنر               | انتشارات نگاه           | تهران ۱۳۸۷، چاپ دوم ۱۳۹۰               |
| خورشیدی برای زندگی                                                                 | گردآورنده: نوربرت لِش لایتنر               | انتشارات نگاه           | تهران ۱۳۸۷، چاپ دوم ۱۳۹۰               |
| بال‌هایی برای پرواز                                                                 | گردآورنده: نوربرت لِش لایتنر               | انتشارات نگاه           | تهران ۱۳۸۷، چاپ دوم ۱۳۹۰               |
| گاندی، گزینهٔ گفتارها                                                               | -                                         | نشر ثالث                | تهران ۱۳۸۸، چاپ ششم ۱۴۰۲               |
| کلاه کجاست؟                                                                        | یو هانس روسلر                             | انتشارات مروارید        | تهران ۱۳۹۱                             |
| ویرجینیا وولف                                                                      | ورنر والدمن                               | انتشارات نگاه           | تهران ۱۳۹۱                             |
| لبخندی برای آینده                                                                  | گردآورنده: نوربرت لِش لایتنر               | انتشارات نگاه           | تهران ۱۳۹۳                             |
| خورشید زندگی                                                                       | گردآورنده: نوربرت لِش لایتنر               | انتشارات نگاه           | تهران ۱۳۹۲، چاپ دوم ۱۴۰۲               |
| عقربهٔ سرنوشت                                                                       | گردآورنده: فریدهلم برینکمایر              | انتشارات نگاه           | تهران ۱۳۹۲                             |
| یک چهارشنبهٔ بی‌تفاوت                                                                | گردآورنده: وولفگانگ زالسمان               | انتشارات نگاه           | تهران ۱۳۹۲                             |
| دوستم دارد، دوستم ندارد                                                            | گردآورندگان: یوتا گروتس‌ماخر و اینگه مِنی‌اِش | انتشارات نگاه           | تهران ۱۳۹۲                             |
| آذرخش                                                                              | گردآورنده: هوبرت شنیرله – لوتس            | انتشارات نگاه           | تهران ۱۳۹۲                             |
| او بازگشته است                                                                     | تیمور ورمش                                | انتشارات نگاه           | تهران ۱۳۹۲، چاپ هفتم ۱۴۰۱              |
| در حیاط خلوت نویسندگان                                                             | راینر اشمیتس                              | نشر ثالث                | تهران ۱۳۹۲، چاپ سوم ۱۴۰۲               |
| زن ظهر                                                                             | یولیا فرانک                               | انتشارات مروارید        | تهران ۱۳۹۲، چاپ سوم ۱۴۰۲               |
| قطار شبانهٔ لیسبون                                                                  | پاسکال مرسیه                              | نشر افق                 | تهران ۱۳۹۲، چاپ هفتم ۱۴۰۲              |
| گوته در قالب روایت                                                                 | یورگ دریوز                                | نشر ثالث                | تهران ۱۳۹۳                             |
| شهرت                                                                               | دانیل کلمان                               | انتشارات مروارید        | تهران ۱۳۹۳، چاپ دوم ۱۴۰۲               |
| کامو، آرمان سادگی                                                                  | ایریس رادیش                               | نشر ثالث                | تهران ۱۳۹۴، چاپ سوم ۱۳۹۹               |
| لی‌لا، لی‌لا                                                                         | مارتین زوتر                               | نشر آموت                | تهران ۱۳۹۵، چاپ چهارم ۱۳۹۷             |
| خاندان جاودان زالس                                                                 | کریستوفر کلوبله                           | نشر افق                 | تهران ۱۳۹۶                             |
| دایرةالمعارف زبان زنان، دایرةالمعارف زبان مردان                                    | ماریو بارت                                | نشر ثالث                | تهران ۱۳۹۷، چاپ ششم ۱۴۰۲               |
| آخرین چیزها                                                                        | ایریس رادیش                               | نشر ثالث                | تهران ۱۳۹۸                             |
| ما که اینجاییم                                                                     | برند شرودر                                | نشر فانوس               | تهران ۱۳۹۸                             |
| سفیدبرفی باید بمیرد                                                                | نله نویهاوس                               | نشر ثالث                | تهران ۱۳۹۸، چاپ دوم ۱۴۰۲               |
| دختر راه دور                                                                       | رناته آرنز                                | نشر ثالث                | تهران ۱۳۹۹، چاپ دوم ۱۴۰۰               |
| دنیای دیروز                                                                        | اشتفان سوایگ                              | نشر ثالث                | تهران ۱۳۹۹، چاپ سوم ۱۴۰۲               |
| بافتهٔ موی مادربزرگ                                                                 | آلینا برونسکی                             | نشر ثالث                | تهران ۱۴۰۰، چاپ چهارم ۱۴۰۱             |
| وزن کلمات                                                                          | پاسکال مرسیه                              | نشر افق                 | تهران ۱۴۰۰، چاپ چهارم ۱۴۰۱             |
| ما که خواهریم                                                                      | آنه گستهویزن                              | نشر نو                  | تهران ۱۴۰۱                             |
| بچهٔ خرابه‌ها                                                                        | مشتیلد بورمان                             | نشر ثالث                | تهران ۱۴۰۱، چاپ دوم ۱۴۰۲               |
| سفر دریایی، یک داستان عاشقانه                                                      | آنا زگرس                                  | نشر افق                 | تهران ۱۴۰۲، چاپ سوم ۱۴۰۳               |
| دعوت به نوشتن                                                                      | دوریس دوریه                               | نشر ثالث                | تهران ۱۴۰۲، چاپ دوم ۱۴۰۳               |
| دروغ‌ها دربارهٔ مادرم                                                                | دانیلا دروشر                              | نشر ثالث                | تهران ۱۴۰۳                             |
| کتاب‌گردان                                                                          | کارستن هِن                                 | نشر افق                 | تهران ۱۴۰۳، چاپ سوم ۱۴۰۳               |